# Ignazio di Loyola (film)
Ignazio di Loyola (Ignacio de Loyola) è un film del 2016 diretto da Paolo Dy.
La pellicola narra in forma romanzata la vita di Sant'Ignazio prima della fondazione della Compagnia di Gesù.

## Trama
Iñigo de Loyola, combattendo come cavaliere in difesa della principessa Catalina, rimane gravemente ferito in battaglia e durante la convalescenza legge le vite dei santi. Essendo rimasto zoppo, capisce che non potrà più essere un cavaliere, ma che può diventare un soldato al servizio di Cristo, come aveva fatto Francesco, di cui decide di seguire l'esempio, rinunciando a tutti i propri beni e vivendo di elemosine. Intorno a Iñigo si forma via via un seguito di simpatizzanti e di discepoli, che lo aiutano in opere di carità, ma le sue prediche attirano l'attenzione dell'inquisizione, che sospetta egli sia un alumbrado e decide quindi di processarlo.